# 巴甫利夫卡 (沃爾諾瓦哈區)
巴甫利夫卡（羅馬化：Pavlivka），又译为帕夫利夫卡，是烏克蘭頓涅茨克州沃爾諾瓦哈區武赫萊達爾市鎮内的村莊。截至2021年，該村人口為2,505人。卡什拉哈奇河流經該村，而最近的火車站位於約20公里遠的奥利亨卡。

## 歷史
哥薩克，特別是從波爾塔瓦、哈爾科夫與切爾尼戈夫省來的，於1830年代成立了該村。
1897年，俄羅斯帝國進行人口普查時，該村共有3137人居住。
直到1917年，巴甫利夫卡是馬里烏波爾縣的第二大行政、貿易和工業中心，僅次於馬里烏波爾。村裡有一家蒸汽廠、一家磚廠與幾家皮革加工企業。該鎮也設置了一家醫院和三所學校。
二次大戰期間，該鎮被納碎德軍佔領。有一組蘇聯的游擊隊在鎮裡工作，但被纳粹德國揭發，導致全軍覆沒。
俄烏戰爭期間，該村處於前線，所以控制權多次易手。目前該村在2022年11月14日的巴甫利夫卡戰役結束後，該村目前被俄羅斯控制。後續在2023年1月24日開啟武赫萊達爾戰役

## 人口
根據2001年烏克蘭人口普查，語言分配如下：
- 烏克蘭語 - 85.51%
- 俄語 - 13.97%
- 白俄羅斯語 - 0.32%
- 其他 - 0.2%

## 外部連結
- 巴甫利夫卡的簡史 （页面存档备份，存于）
- 巴甫利夫卡的天氣 （页面存档备份，存于）